# Orchistoma
Orchistoma is een geslacht van hydroïdpoliepen uit de familie Orchistomidae.
De wetenschappelijke naam van het geslacht werd in 1879 gepubliceerd door  Haeckel. Haeckel beschreef tevens de volgens hem nieuwe soort Orchistoma steenstrupii, gevonden in de Antillen op 20°N en 81°W, en deelde de soort Mesonema pileus, door Lesson in 1843 beschreven, bij het geslacht in als Orchistoma pileus. Tegenwoordig wordt Orchistoma steenstrupii beschouwd als synoniem van Orchistoma pileus.

## Soorten[2]
- Orchistoma agariciforme Keller, 1884
- Orchistoma collapsum (Mayer, 1900)
- Orchistoma manam Bouillon, 1984
- Orchistoma mauropoda Gershwin, Zeidler & Davie, 2010
- Orchistoma nubiae Bouillon, 1984
- Orchistoma pileus (Lesson, 1843)